# Спустошення (роман Баржавеля)
«Спустошення» (фр. Ravage) — роман французького фантаста Рене Баржавеля, що вийшов 1943 року. Являє собою антиутопію, що відбиває песимізм автора стосовно використання людьми наукового прогресу і технологічних досягнень. «Спустошення» представляє крах зрілого суспільства, у якому одного дня зникає електрика і жодна машина не може більше працювати. Жителі приходять в сум'яття від раптової катастрофи і занурюються в хаос, позбавлені водопровідної води, світла і транспорту. Твір є типовим прикладом постапокаліптичної наукової фантастики, що малює картину кінця технологічного людства і відновлення цивілізації на інших началах.

## Головні персонажі
- Франсуа Деша́н (François Deschamps) — головний герой роману, вік на початку книжки 22 роки
- Бланш Руже́ (Blanche Rouget) — супутниця Франсуа, який її називає «Бланшетт» (Blanchette)
- Жером Сета́ (Jérôme Seita) — директор значної радіокомпанії. Він помирає в середині оповіді.
- Мадам Веле́н (Mme Vélin) — кербуд будинку, де мешкає Франсуа
- Нарцисс, Жорж, Андре, Тест, Мартен, П'єр (Narcisse, Georges, André, Teste, Martin, Pierre) — перші супутники Франсуа. У подорожі виживуть тільки П'єр і Нарцисс.
- Доктор Фок (Dr Fauque) — лікар експедиції. Став жертвою своєї цікавості і розумово хворого, який проявив незвичайні здатності.
- Колетт (Colette) — дочка доктора Фока і кохана Теста. Вона вмирає разом з ним, у припадку безумства.
- Поль (Paul) — нащадок Нарцисса, майбутній чоловік дочки Франсуа і майбутній керівник спільноти.
- Дені (Denis)

## Французькі видання
- Denoël, 1943 р., перевидано в 1949 р.;
- Le Livre de poche, № 520, 1971 р.;
- Gallimard, серія «Folio» № 238, 1972 р., обкладинка Франсуа де Константена ; перевидання 1976, 1980, 1981, 1985 (ISBN 2-07-036238-8), 1989, 1995, 2005 і 2014 років;
- Famot, 1977 р.;
- Omnibus, серія «Romans extraordinaires», 1995 р. (ISBN 2-258-00139-0); перевидано видавництвом France Loisirs 1996 року (ISBN 2-7242-9493-9) і в 2008 р. (ISBN 978-2-298-01513-3);
- Gallimard, серія «Folioplus classique», № 95 (ISBN 978-2-070-34366-9).